# اريان كريستيانن
اريان كريستيانن (بالهولندية: Arjan Christianen)‏ (19 ديسمبر 1982 في هولندا - ) هو لاعب كرة قدم هولندي في مركز حراسة المرمى. لعب مع فيلم تو تيلبورغ وناك بريدا ونادي روسيندال ‏ وفورتونا سيتارد.

## وصلات خارجية
- اريان كريستيانن على موقع قاعدة بيانات كرة القدم.إي يو (الإنجليزية)